# アント工業
アント工業株式会社（アントこうぎょう）は日本の輸送用機器メーカー。社名と同じ「アント」と呼ばれる鉄道用車両移動機の製造販売を行っている。

## 概要
1959年4月、貨物側線等での貨車入換用の小型車両移動機「ANT10」の完成を機に、その製造販売を行うため朝日トレーディング株式会社として創業。
1963年4月に現社名に商号を変更。社名の「アント」はアリを意味する英単語から採られており、アリの「小さくても力持ち」な様にちなんでいる。
主力製品の車両移動機は現在、日本国内の車両基地や鉄道工場での車両入換に使用されており、「アント」と呼ばれている。
1985年に国鉄大船工場向けに検修作業で発生する金属切削粉の裁断・搬送装置システム提案を契機に、同システムの販売にも業務を拡大している。
2001年に電気工事業・機械器具設置工事業の認証を取得した。

### 事業所
- 本社 - 東京都港区新橋
- 大阪支店 - 大阪府大阪市淀川区西中島

## 製品
ガソリンエンジンを使用したジャッキアップ式小型移動機から事業を開始したが、後にディーゼルエンジンを使用した大型移動機やその軌陸車仕様・蓄電池使用の電動仕様に拡大している。
また、上記の通り金属切削粉の処理システムを「アント切粉処理システム」として販売している。
なお、「アント」はアント工業の登録商標である（1962年（昭和37年）6月28日付登録。登録番号第591010号）。

### 車両移動機

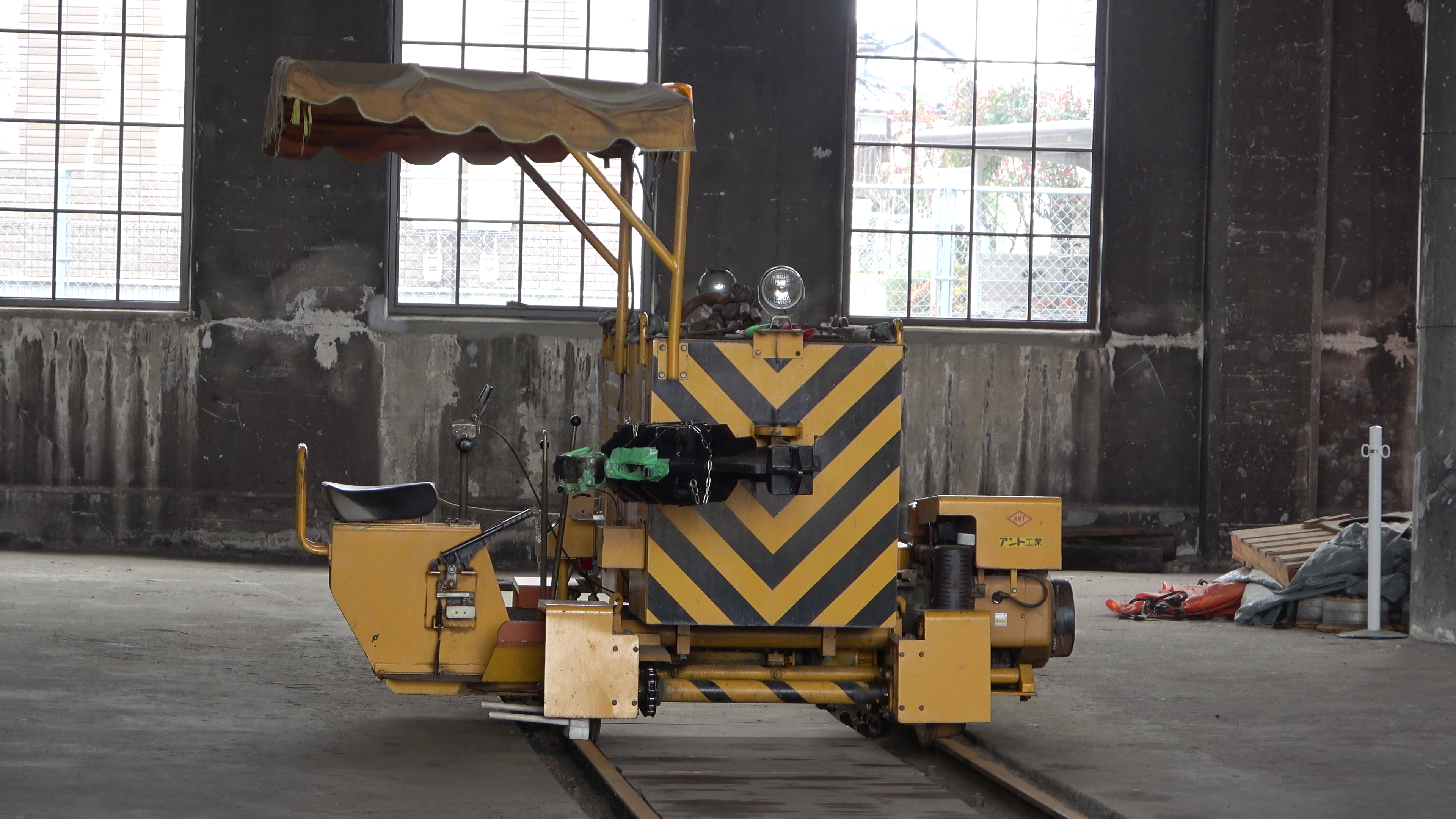
ANT18型

貨車移動機等の使用が困難な環境での入換作業の機械化が当初の開発目的であったことから、小型機で自重1-2t前後、大型機でも自重5-7t前後と、一般の入換機関車と比較して小型である。小型でも駆動輪の粘着力を最大限に高めて大きな牽引力を発揮できるよう、被牽引車両の自重の一部を本体に掛けたり、ウエイト（死重）を搭載したりする工夫のほか、駆動輪踏面の摩擦係数も高めるため、アルミニウム製車輪や踏面材質をウレタン・ゴム等とした車輪を採用している。外観上も、横置きエンジンや左右非対称の車体形状、車体幅に比し短い車体全長など、一般の鉄道車両と異なる特徴を備えている。

#### 現行製品
- ANT18G型 - 出力21馬力(15.5kW)のレギュラーガソリンエンジンを使用。基本モデルはジャッキアップ型（被牽引車両の連結器をジャッキで支えて牽引する方式）。
- ANT30シリーズ - 出力30馬力のディーゼルエンジンを使用。遠隔操作対応仕様も存在する。
- ANT50シリーズ - 出力55馬力のディーゼルエンジンを使用。遠隔操作対応仕様・軌陸車仕様も存在する。
- ANT100シリーズ - 出力100馬力のディーゼルエンジンを使用。遠隔操作対応仕様・軌陸車仕様も存在する。
- バッテリーアント - 蓄電池式の電動移動機。内燃機関動力タイプと同様、大きさや出力により機種が設定されており、ANT30Eシリーズ・ANT60Eシリーズなどがある。遠隔操作対応仕様・軌陸車仕様も存在する。

ラインナップ製品で対応できない需要に対しては、北陸重機工業に製造を委託あるいは同社製20t級小型機関車の供給を受けて対応する例もある。

#### 過去の製品

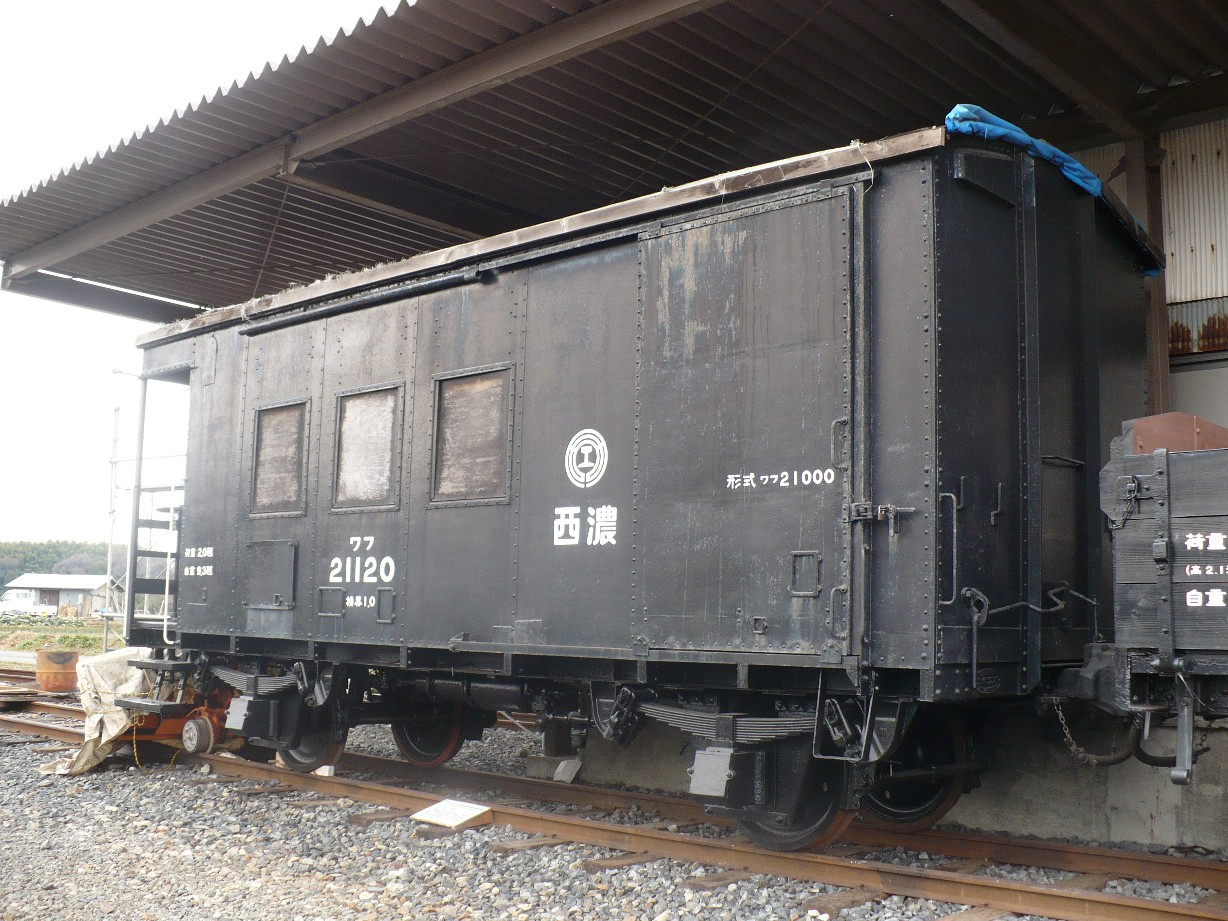
貨物鉄道博物館の保存車ワフ21120。画面向かって左の車掌室側にANT15型（カバーを被せられている）が連結されている。

- ANT10型 - ANTシリーズの最初の製品[8]。
- ANT15型 - ANT10型のエンジン出力を向上させたもの。改良型のANT15-2型でジャッキを油圧式に改良。さらに出力を向上させたANT15-3型は国鉄標準規格品の認証を得て多数販売された[8]。貨物鉄道博物館で動態保存が行われている。
- ANT15W型 - 被牽引車両のジャッキアップに代えてウエイト（死重）を搭載して駆動輪の粘着力を確保するようにしたタイプ[9]。
- ANT20型 - ANT15型の搭載エンジンを変更した性能向上型[8]。同系のウエイト搭載タイプがANT20W型[8]。
- ANT22シリーズ - 出力22馬力のガソリンエンジンを使用。基本モデルはジャッキアップ型（被牽引車両の連結器をジャッキで支えて牽引する方式）。
- ANT21-HMT型 - ディーゼルエンジンを搭載し、オイルモーター駆動方式を採用した遠隔操作仕様機[10]。
- ANT40RR型 - ディーゼルエンジンを搭載し、オイルモーター駆動方式を採用した軌陸車仕様機[8]。
- ANT77型 - 大出力（80馬力級）ディーゼルエンジンを搭載し、オイルモーター駆動方式を採用した大型機[8]。遠隔操作対応仕様・軌陸車仕様も存在した[8]。

製品銘板では、小型のANT20型などでは「アント車両移動機」、比較的大型のANT77型などでは「アント車両けん引車」と表記されている。

## 「アント」の呼称について
上記のように、「アント」はアント工業の登録商標であり、同社製の車両移動機の名称として用いられている。
アントに類する車両移動機としては、他にも中善工業製「タッグローダー」や、日本輸送機（現・三菱ロジスネクスト）・トモエ電機工業（現・新トモエ電機工業）等の製作による各種移動機、UNILOK（アイルランド）製軌陸式移動機等が古くから存在している。鉄道ファンの一部には、アント工業の製造や販売に係るものであるか否かに関わりなく車両移動機全般を「アント」の語で総称し、同社と関係のない機材を「アント」と呼称・表記する例が存在するが、このような用語法は誤用である。同種の機材を総称する場合は、「入換機械」「牽引車」「車両移動機」等の表現が用いられる。